# Мірошниченко Іван Єгорович
Мірошниченко Іван Єгорович (нар. 11 вересня 1936, Ізюм, Харківська обл. — 11 грудня 2006, там само) — український поет, публіцист. Член Національної спілки письменників України (1970). Лауреат Всеукраїнської літературної премії імені Олександра Олеся (1996).

## Біографія
Мірошниченко Іван Єгорович народився 11 вересня 1936 року у місті Ізюм Харківської області. Закінчив Ізюмську ЗОШ № 2.
У 1954 році розпочав трудову діяльність токарем-револьверником на місцевому приладобудівному заводі. Працював шахтарем, лісорубом, каменоломом, столяром, вантажником. Упродовж 1962—1965 років працював помічником бурового майстра в Харківській геологорозвідувальній експедиції тресту «Дніпрогеологія». Саме в цей захопився поезією. У 1968 році закінчив заочне відділення факультету журналістики Київського державного університету імені Тараса Шевченка.
Поєднуючи навчання з працею, очолював відділ листів і робсількорів у редакції Шевченківської райгазети «Вперед» (1965—1967), працював у Борівській районній газеті «Трудова слава», редагував «Ізюмський тепловозоремонтник», а з 1968 по 1972 роки редагував літературно-драматичне радіомовлення у Харківському комітеті з телебачення і радіомовлення.
До літератури увійшов як поет праці. Друкувався на шпальтах журналів «Дніпро», «Україна», «Прапор», «Донбас», у багатьох випусках республіканського квартальника «Поезія».
Через конфлікт поета з тоталітарною системою була вилучена з поданого до видавництва «Прапор» поема «Тополя». Автора звинувачено в ідейному збоченні, близькому до націоналізму. На знак протесту поет забрав з видавництва внесений до плану рукопис. Рятуючись від морального цькування, провокацій та недвозначних натяків на покарання, Іван Мірошниченко повернувся в Ізюм, де працював то пожежником, то пресувальником шлакоблоків, а з 1974 по 1987 роки поет був слюсарем в Ізюмському «Міськгазі». Складав до шухляди без надії на друк нові поеми та вірші, брав участь у політичному житті України кінця 80-х — початку 90-х років. Він ініціював відродження діяльності при редакції міськрайонної газети літоб'єднання «Крем'янець».
Був автором сатиричних та гумористичних творів — «То нема чогось, то є», «Не впізнав», «Сам собі пан», «Сповідь Кмета, козирного поета», «Навпаки до ринку».
У 1996 році за збірку поезій «Сповідь» автору присуджена премія імені Олександра Олеся.
Мірошниченко Іван Єгорович пішов із життя 11 грудня 2006 року в Ізюмі.

## Вшанування
Топонімічна комісія Ізюмського міськвиконкому розглянула звернення обласної організації Спілки письменників щодо вшанування ізюмського поета Івана Єгоровича Мірошниченка шляхом перейменування вулиці Депутатської, де він проживав, на вулицю імені Івана Мірошниченка та встановити пам'ятну дошку на будинку загальноосвітньої школи № 2, де навчався поет, та не дала згоди на перейменування, але погодила встановлення меморіальної дошки та започаткування творчого конкурсу імені Івана Мірошниченка.

## Творчий доробок
Поетичні збірки:
- «Пласти». Харків: Прапор, 1965,
- «Сіль глибин». Харків: Прапор, 1967,
- «Материні маки». Харків: Прапор, 1981,
- «Берег пам'яті». Харків: Прапор, 1988,
- «Сповідь». Харків: Майдан, 1996,
- «Розмова з долею». Харків, 2005.